# Warpigs
A Warpigs egy magyar rockegyüttes, mely 1993-ban alakult. Tagjai jelenleg Eszenyi Péter, Eszenyi Gábor, Szabó Péter és Újhelyi György.

## Története
A Warpigset 1993-ban alapította Bardóczi Gábor, Szebellédi Zoltán, ….. János, és Eszenyi Péter. 1994 körül érkezett a zenekarba Újhelyi György gitáros, egy évvel később Gátos Bálint, majd 1996-ban Dózsa Péter szintissel egészült ki a csapat. Ekkor léptek fel először a Sziget Fesztiválon. 1997-ben alakult ki a klasszikusnak számító felállás a két Eszenyi testvérrel, Újhelyi Györggyel és Gátos Bálinttal. Játszottak a Bon Jovi, a Biohazard és a KISS előzenekaraként. 
Első, Szandál című videóklipjüket Antal Nimród rendezte, aki ugyanezen ötlet alapján készítette el 2003-as Kontroll című filmjét.
1999-ben Eszenyi Péter énekes elhagyta a csapatot, helyére előbb Lombos Marci, majd Chris Alexander jött, de végül egyikük se maradt. 2005-ben, majd 2006-ban egy titkos koncert erejéig ismét az eredeti felállásban játszottak, amit egy újabb követett 2009-ben. 2010-ben a jelenleg a Szörpben és a Váczi Eszter Quartetben is játszó Gátos Bálint helyett visszatért Szabó Péter basszusgitáros. A 2020-as években nem aktív a zenekar.

## Tagok
- ének: Eszenyi Péter "Petas"
- dob: Eszenyi Gábor "Hekk"
- gitár: Ujhelyi György "Jimbo"
- basszus: Gátos Bálint, Szabó Péter (pobacsi)

## Korábbi tagok
- dob: Bardóczi Gábor
- keyboard: Dózsa Péter "Dudu"
- gitár: …. János
- ének: Lombos Marci
- ének: Chris Alexander

## Kiadványaik

### Nagylemezek
- Collected (1995, demo)
- Rapid (1997, Polygram)
- Quartz (1999, Polygram 3T) producer: Donal Hodgson.

### Kislemezek
- Analóg (2000, EP)

### Remixek
- Analóg (Remixes) (CD, Maxi) 		Universal Music (Hungary) 	1999
- Analogue Mixes (12") 		Universal Music (Hungary) 	1999

### Válogatáslemezeken
- Luke's Dream (4:01): Narancsfül (1996, Kozmopolisz, 1G Records)
- Monte Carlo (Roxys Fischer Mix): Bravissimo 6. Best of Hungary '99 (1999, Warner)
- Analogue (Membran Mix): Future Sound of Budapest Vol. 3. (2001., Juice Records)

## Videóklipek
- Szandál (Rendezte: Antal Nimród)
- Analóg (Égerházi Zsanett sztriptízel benne)
- Monte Carlo (Rendezte: Nyitrai Márton)

## Díjak, jelölések
- A Rapid c. lemezt 1998-ban az év hazai felfedezettje kategóriában Arany Zsiráf díjra jelölték[2]
- A Quartz c. lemezt Az év hazai modern rock albuma kategóriában 2000-ben Arany Zsiráf díjra jelölték
- A Monte Carlo c. videóklip (rendezte: Nyitrai Márton) 2000-ben (?) MTV Music Awards Hungary díjat kapott Legjobb videóklip kategóriában.

## Külső hivatkozások
- Warpigs hivatalos oldal
- Warpigs hivatalos Facebook oldal
- Fotók: Warpigs koncert 2005. március 23., Banális Közhely Archiválva 2007. szeptember 29-i dátummal a Wayback Machine-ben
- Warpigs Fan Club[halott link]